# Krotoszyce
Krotoszyce (Duits: Kroitsch) is een dorp in het Poolse woiwodschap Neder-Silezië, in het district Legnicki. De plaats maakt deel uit van de gemeente Krotoszyce.